# Abtei Saint-Lucien (Beauvais)
Die Abtei Saint-Lucien in Beauvais (Département Oise, Frankreich) ist ein ehemaliges Benediktinerkloster, das Ende des 6. Jahrhunderts gegründet und zu Beginn der Französischen Revolution (1791) geschlossen wurde. Die Klostergebäude wurden zum großen Teil im 19. Jahrhundert abgerissen.

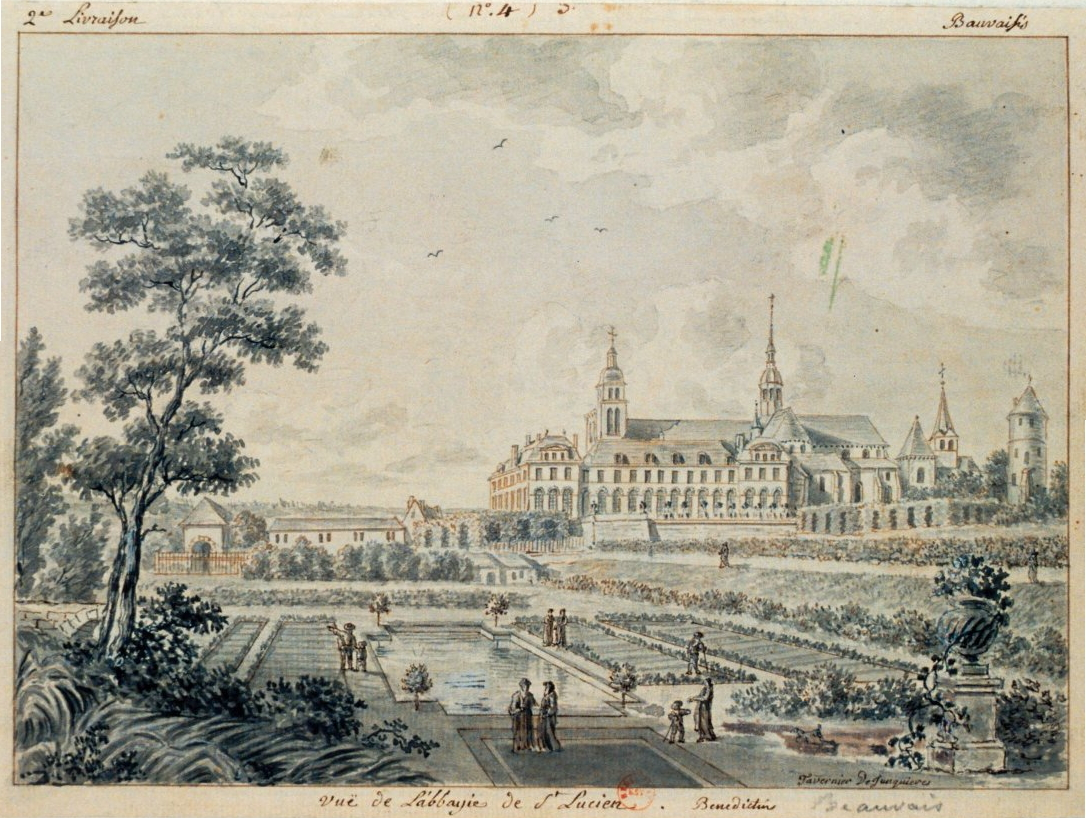
Abtei Saint-Lucien (um 1778)

## Geschichte

### Gründung
Évrost, Abt der Abtei Saint-Fuscien im heutigen Département Somme und aus Beauvais stammend, erhielt um 580 von Dodo, Bischof von Beauvais die Erlaubnis, vor der Stadt an der Stelle, an der der Märtyrer Lucianus bestattet war, eine Kirche zu bauen – soweit ein Dokument, das König Chilperich I. zugeschrieben wurde, dessen Echtheit jedoch widerlegt ist. Tatsächlich sandte Évrost um 585 eine Gruppe Mönche seiner Abtei, die bereits damals der neuen Benediktinerregel unterstanden, nach Beauvais aus, wo sich mit Billigung des Bischofs niederließen. Aufgrund des Lucianus-Grabes unter dem Hauptaltar wurde die Abtei bald ein wichtiger regionaler Wallfahrtsort.

### Entwicklung im Mittelalter
Während der Auseinandersetzungen zwischen den Söhnen Ludwigs des Frommen wurde ein Teil des Grundbesitzes beschlagnahmt. Im Jahr 861 wurden Beauvais und Saint-Lucien das erste Mal von den Wikingern geplündert. Zwar stellten von Bischof Odo († 881) initiierte Schenkungen Karls des Kahlen die Abtei bald wieder her, doch im Jahr 883 wurde die Stadt erneut verwüstet, auch die Abtei wird dabei erneut Schäden davongetragen haben. In den 920er Jahren erhielt Saint-Lucien Unterstützung durch den Bischof Bovo, der zuvor Mönch in der Abtei war: die Beziehungen zwischen Kloster und Bischof waren seit dieser Zeit eng, zumal jeder neue Bischof die Nacht vor seiner Amtseinführung am Lucianus-Grab verbrachte, und zahlreiche Bischöfe sich auch in der Abtei bestatten ließen.
Um das Jahr 1002 wurden angebliche Reste der Kleidung des Heiligen aufgefunden und fortan als Reliquien ausgestellt. Im Jahr 1035 überließ der Bischof der Abtei die Herrschaft Warluis und die Kirche von Bonnières, zahlreiche weitere Besitzungen kamen hinzu. Am Wechsel vom 11. zum 12. Jahrhundert wurde eine neue Abteikirche gebaut, diesmal in Stein ausgeführt, anders als die bisherige, die teilweise aus Holz war. Die neue Kirche wurde 1109 geweiht.
Von der Abtei waren eine Reihe von Prioreien abhängig, Eigengründungen oder übernommene, wie Saint-Martin d'Auchy bei Aumale (gegründet 1096 und selbstständig 1130), Saint-Maxien in Montmille (heute Fouquenies), Prioreien in Senarpont, Pernois, Flixecourt, Picquigny (Notre-Dame-sur-le-Mont) und Lesseville (heute Aincourt), La Chaussée in Eu (Seine-Maritime) (1138) und sogar die Weedon Pinkney Priory in Northamptonshire, England. Abt Pierre II. ließ im Jahr 1157 eine Auflistung aller Besitzungen und Rechte durch Bischof Henri unterzeichnen. Zehn Jahre später wurde die Priorei Milly-sur-Thérain, ein ehemaliges Stift, der Abtei unterstellt. 1212 wurde von Saint-Lucien die Gemeinde Grandvilliers gegründet. Eine Päpstliche Bulle Alexanders IV. vom 21. Juli 1260 erlaubte den Äbten das Führen der bischöflichen Insignien Mitra, Ring und Bischofsstab. Im Jahr 1261 wurden die Reliquien der Abtei in Anwesenheit zahlreicher Bischöfe und des Königs Ludwig IX. in einen neuen Heiligenschrein überführt.
Während seines Feldzugs von 1346 verbrachte der englische König Eduard III. die Nacht vom 20. Auf den 21. August in der Abtei, einige Tage vor der Schlacht von Crécy (26./27. August); bei seinem Abzug setzten seine Truppen die Abtei in Brand – und der Abt erhielt zur Unterstützung der Wiederaufbauarbeiten anschließend die Erlaubnis, die Zahl der Mönche auf 36 zu reduzieren. Ende des 14. Jahrhunderts war es den Äbten gelungen, die Kirche und die Klostergebäude wiederherzustellen. Zwischen 1391 und 1413 wurden ein neues Refektorium und ein neues Eingangsgebäude errichtet. Anfang des 15. Jahrhunderts wurde aufgrund der andauernden Bedrohung durch den Hundertjährigen Krieg eine Mauer um die Abtei gezogen, von der heute noch Reste existieren.
Bei der Belagerung von Beauvais Ende Juni des Jahres 1472 lagerten die Truppen des Herzogs von Burgund unter Philippe de Crèvecœur in den Vororten der Stadt, Karl der Kühne selbst ließ sich in der Abtei nieder, nachdem seine Soldaten das Kloster gestürmt hatten. Bei Abzug der Burgunder am 22. Juli blieben die Bauwerke der Abtei relativ unbeschädigt; lediglich die Einrichtung wurde schwer beschädigt.

### Die Kommendataräbte
Im Jahr 1488 brach ein Konflikt zwischen dem vom Papst ernannten neuen Bischof Antoine Dubois (einem Neffen Crèvecœurs) einerseits sowie dem König und dem Domkapitel andererseits aus, die Dubois die Amtseinführung verweigerten und an seiner Stelle Louis de Villiers de L'Isle-Adam sehen wollten. Dubois, der den Bischofsstuhl verloren sah, was im Jahr 1497 vom Parlement de Paris auch bestätigt wurde, bat den Papst um seine Einsetzung als Abt von Saint-Lucien; die Zustimmung wurde am 8. Juli 1492 ausgesprochen. Antoine Dubois war somit der erste Abt von Saint-Lucien, der nicht von den Mönchen gewählt wurde – das System der Kommendataräbte, das auf Basis des Konkordats von Bologna von 1516 allgemeingültig werden sollte, war in Saint-Lucien etabliert.
Antoine Dubois ließ in der Kirche einen hölzernen Lettner einbauen, ein Chorgestühl und neue Fenster; zudem wurde das Abtspalais gebaut sowie ein Landsitz in Saint-Félix. Im Jahr 1507 wurde er zum Bischof von Béziers ernannt, gab aber deswegen sein Amt als Abt nicht auf. Sein Nachfolger war der Kardinal Odet de Coligny, Erzbischof von Toulouse, Bischof von Beauvais und Abt von 15 weiteren Klöstern. Er gab die Güter der Abtei einem Generalpächter und vertraute die Verwaltung einem Beirat an. Nach seinem Übertritt zum Protestantismus im Jahr 1560 verkaufte er die Güter der Abtei und ließ Grabplatten in der Kirche abtransportieren, um das Schloss in Bresles zu pflastern. Odet de Coligny wurde 1563 exkommuniziert und 1569 seiner Privilegien enthoben.
Zu Beginn des 17. Jahrhunderts umfasste die Mönchsgemeinschaft noch 16 Personen, die der Autorität des Priors Nicolas Patin unterstanden, ein Doktor der Theologie, der versuchte, die Disziplin im Kloster wiederherzustellen. Pierre de Bérulle, der 1629 einige Monate lang Abt war, ernannte Yvon Mullot zu dessen Nachfolger, der 32 Jahre lang Prior in Saint-Lucien blieb. Die Abtei wurde im Oktober 1665 der Congrégation de Saint-Maur angeschlossen, nachdem am 4. April 1665 von den 13 verbliebenen Mönchen ein neues Reglement beschlossen wurde, das dies möglich gemacht hatte.
In den Jahren 1630 bis 1661 waren Richelieu bzw. Mazarin Äbte von Saint-Lucien. Jacques-Bénigne Bossuet ließ ein detailliertes Inventar des Besitzes und der Einkünfte der Abtei erstellen und mehrere der Bauernhöfe und Kirchen des Klosters instand setzen; in Saint-Lucien selbst ließ er die Gewölbe der Kirche erneuern, ein neues drei Etagen hohes Konventsgebäude und ein neues Pförtnerhaus bauen. Einem Mönch wurde das Archiv übertragen und 1681 wurde eine Geschichte des Klosters geschrieben. Im Jahr 1700 wurden die Einkünfte der Abtei auf mehr als 40.000 Livres geschätzt, die gleichmäßig auf den Abt, die Mönche und den Erhalt des Klosters verteilt wurden.
Während des Streits um die Bulle Unigenitus (1713) stellten sich die Mönche auf die Seite der Jansenisten. Sie veröffentlichten am 8. Oktober 1718 einen Text, der heftige Kritik am päpstlichen Erlass übte. Sie waren erst bereit, die Bedingungen der Bulle zu akzeptieren, als sie vom Bischof von Beauvais dazu gezwungen wurden.

### Auflösung des Klosters
Nach dem Tod des letzten Abtes im Jahr 1787 wurde das Amt nicht wieder besetzt und die Verwaltung des Klosters der Generalverwaltung des französischen Klerus unterstellt. Drei Jahre später wurde erneut ein Inventar erstellt, das die Einkünfte der Abtei auf 53.000 Livres schätzte. Die Bibliothek umfasste 3057 Manuskripte, und noch zehn Mönche lebten in dem Kloster. Am 20. Dezember 1790 schließlich wurden Saint-Lucien aufgelöst und die Mönche verjagt. Das Kloster wurde nationalisiert und am 5. Januar erfolglos zum Verlauf angeboten, am 19. Januar dann für 181.000 Livres von Michel de Boislisle, einem Kaufmann aus Beauvais, erworben. Die Reliquien wurden in die Kathedrale von Beauvais gebracht, bevor sie im Jahr 1793 zerstört wurden. Bereits im Jahr 1791 hatte der Abriss der Klosterkirche begonnen; der Abriss der übrigen Gebäude erfolgte 1810.
Im Jahr 1819 wurde der Besitz auf mehrere Privatpersonen aufgeteilt. 1855 mietete das Institut agricole de Beauvais die Grundstücke, um eine Landwirtschaftsschule einzurichten. Später erwarb die Congrégation des frères du Saint-Esprit das Gelände, nach 1905 ein Landwirt. Von 1926 bis 1931 bestand hier eine Seidenspinnerei, während des Zweiten Weltkriegs war das ehemalige Kloster von Militär belegt, blieb danach Brache. Im Jahr 1960 erwarb ein Bauunternehmen das Gelände und errichtete darauf Sozialwohnungen.

## Aktuelle Situation
Auf dem Gelände des Klosters, an der Rue de l’Abbaye und der Rue Louis Prache gelegen und im Besitz der Stadt Beauvais, ist ein Stück der Umfassungsmauer und des Haupteingangs erhalten geblieben. Am 13. August 1930 wurden sie als Monument historique klassifiziert. In der Nähe befindet sich noch der Anfang des 15. Jahrhunderts gebaute Wehrturm, der am 17. September 1935 zum Monument historique erklärt wurde. Der Rest des Geländes wurde am 22. Oktober 1965 unter Denkmalschutz gestellt.
Mehrere Einrichtungsgegenstände der Abtei sind noch erhalten: die im Jahr 1805 angekaufte Kanzel (Ende 17. Jahrhundert, Eiche mit Abbildungen des Heiligen Lucien und seiner Begleiter Maxien und Julien), die sich in der Kathedrale befindet, wurde bereits 1840 als Monument historique klassifiziert. Die im Jahr 1842 angekaufte liegende Grabfigur (gisant) von Florimond de Villiers-Saint-Paul, der 1473 in der Abtei begraben wurde, befindet sich in der Kirche Sainte-Maure-et-Sainte-Brigide in Nogent-sur-Oise; sie ist seit 1984 als Monument historique klassifiziert.

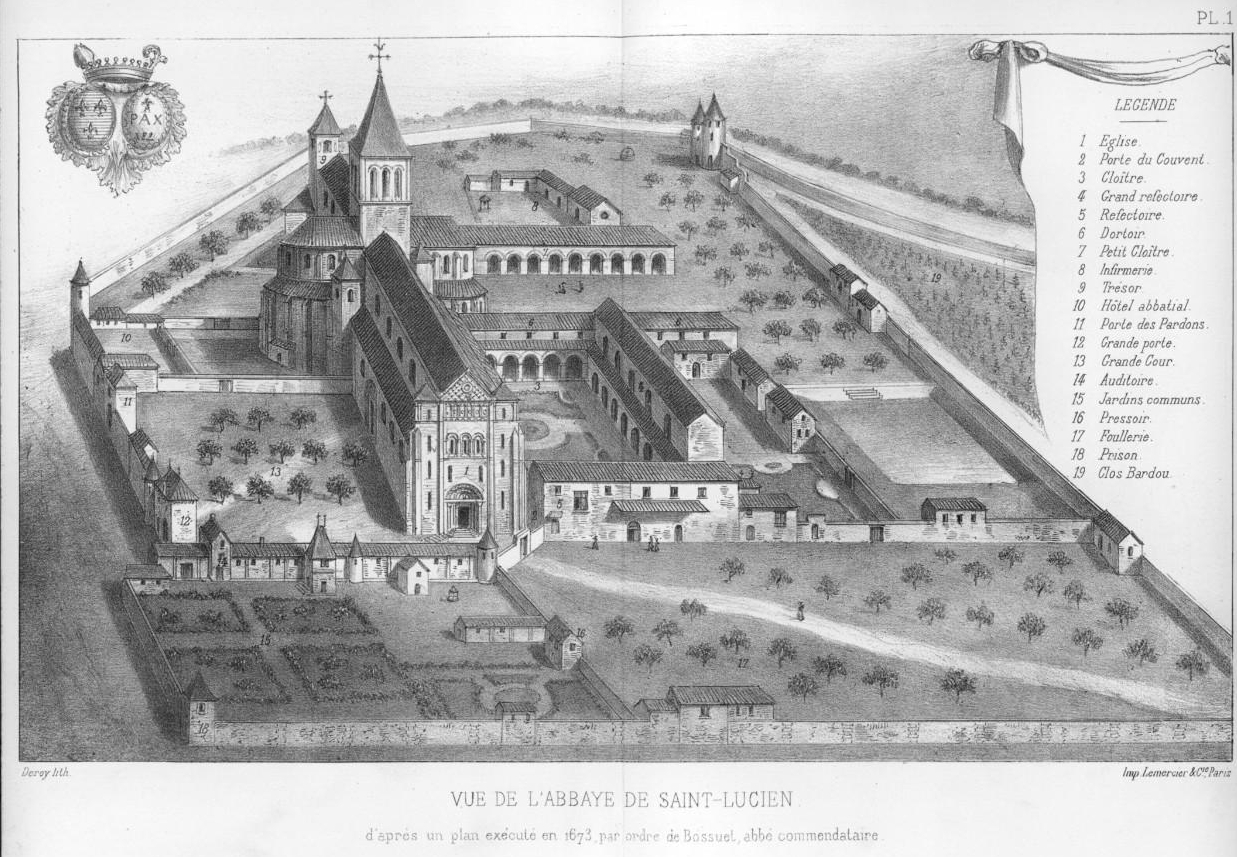
Saint-Lucien de Beauvais; Isidore Laurent Deroy (1797–1886)
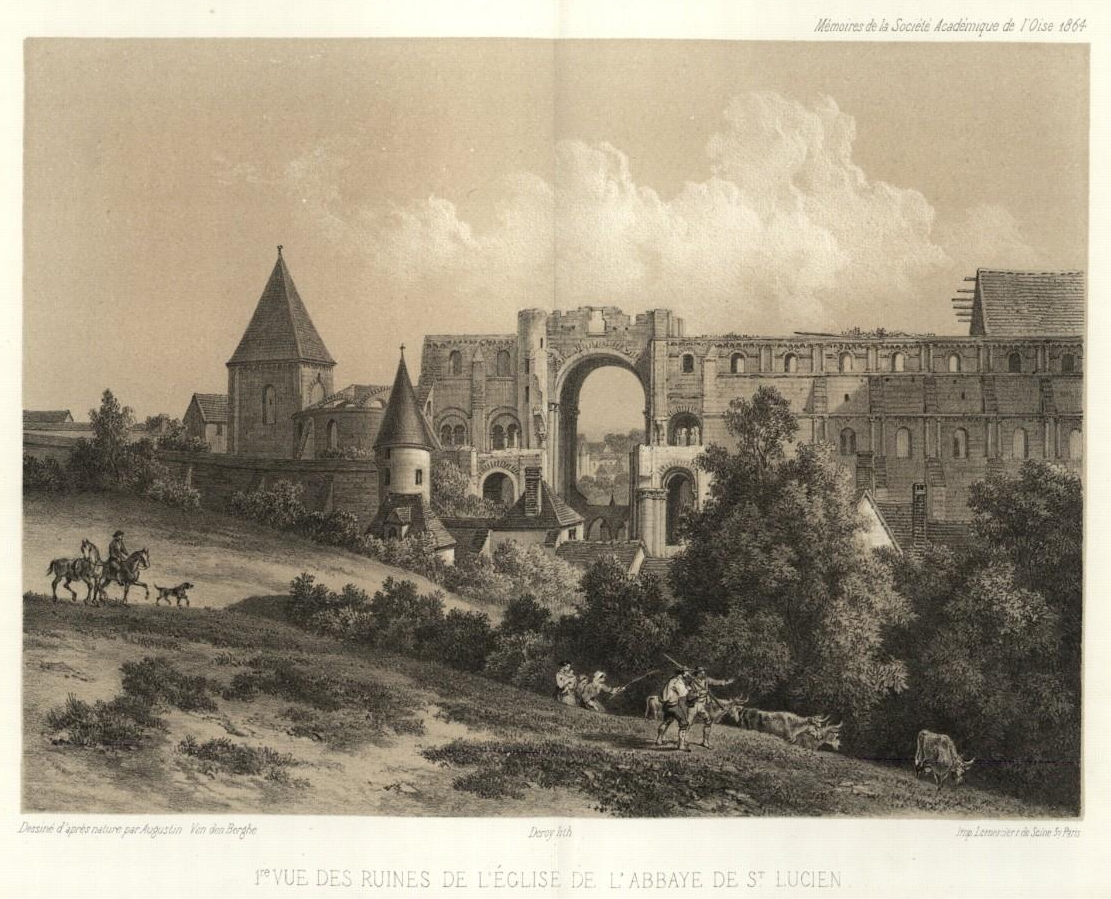
Ruinen der Abtei Saint-Lucien de Beauvais Ende des 18. Jahrhunderts (1864)
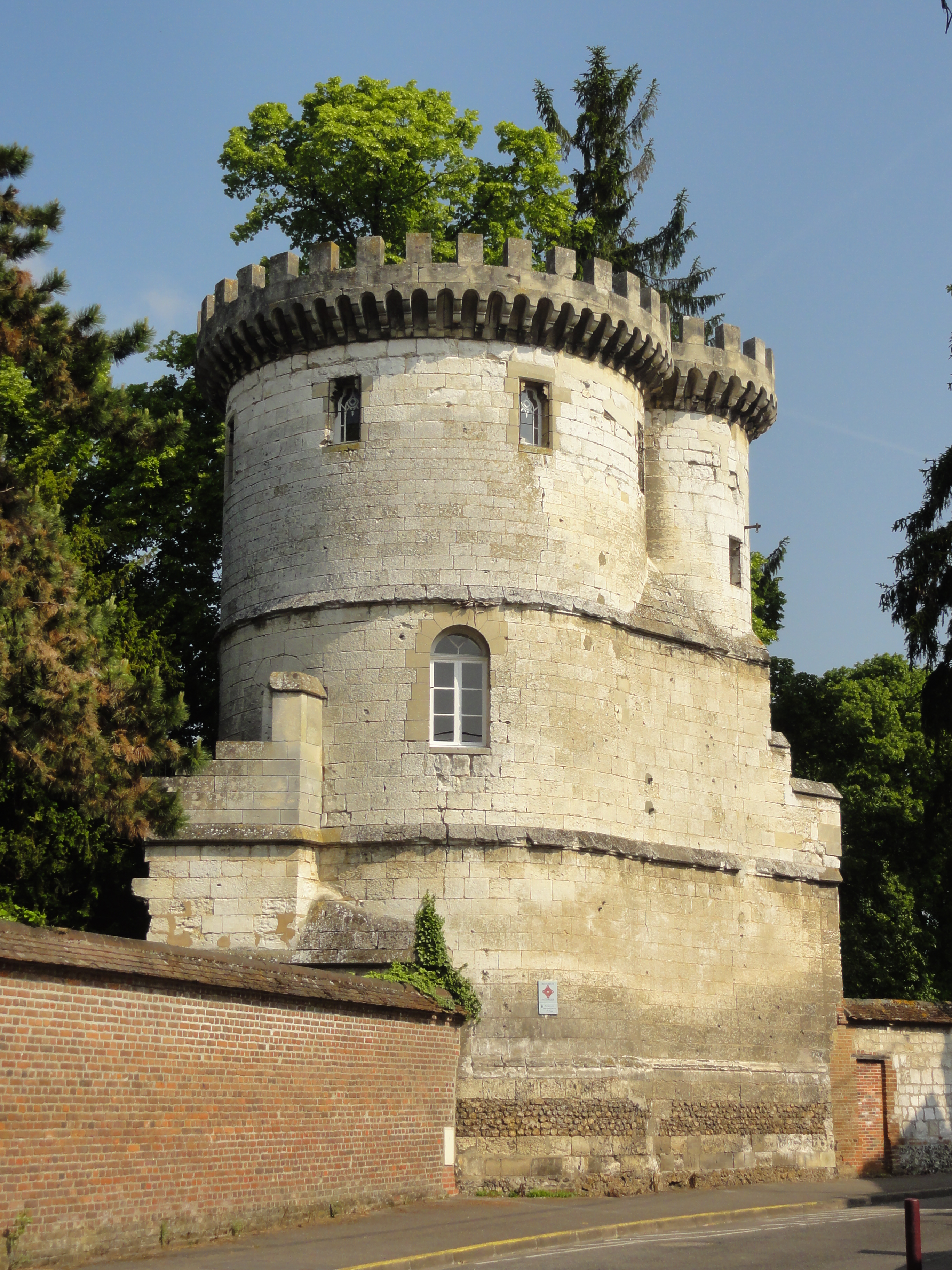
Turm der Umfassungsmauer der Abtei

## Liste der Äbte

### Reguläre Äbte
- Warin
- Anthelme
- Waston
- Robert
- Ricard
- Wernerus
- Guntharius
- Bavon
- Herberomius
- Guy oder Wido
- Régnier (1002–1003)
- Foulques (1003)
- Hubert (1004–um 1050 ?)
- Thibaut (um 1050–1077)
- Pierre I. (1077–1094)
- Gilbert (1094–1099)
- Girold (1100–1128)
- Serlon I. (1128–1147)
- Pierre II. (1147–1171)
- Guillaume I. (1171–1180)
- Hugues de Clermont (1180–1183) (der spätere Abt von Cluny)
- Gautier (1183–1194)
- Jean I. (1197–1202)
- Renaud (1202–1210)
- Evrard de Monchy (1210–1237)
- Roger (1237–1256)
- Jean de Toirac oder de Thury (1256–um 1265)
- Odon I. Cholet de Nointel (1265–1288) (Bruder des Kardinals Jean Cholet)
- Guillaume II. (1288–1293)
- Jean III. Le Boulensien (1293–1297)
- Jacques de Chambly (1297–1300)
- Pierre III. de Sarnoy (1300–1336)
- Odon II. de Gouvieux (1336–1339)
- Pierre IV. de Campdeville (1339–1340)
- Jean IV. de Boran (1340–1353)
- Aimery Fulcant (1353–1362)
- Guillaume III. Du Bois (1362–1364)
- Godefroi de Billy (1364–1371)
- Foulques II. de Chanac (1372–1383) (später Bischof von Orléans)
- Raoul de Royes (1383–1394)
- Robert d'Esquenes (1394–1413)
- Pierre V. de Beauvoir (1413–1443)
- Raoul de Villers Saint Paul (1444–1467)
- Jean V de Villers Saint Paul (1467–1492)

### Kommendataräbte
- Antoine Du Bois (1492–1537)
- Odet de Coligny (1537–1569)
- Charles I. de Bourbon (1569–1590)
- Charles II. de Bourbon (1590–1594)
- Vakanz
- Arthus de Condren (1596–1598) (Onkel von Charles de Condren)
- Antoine Besson (1598–1610 ?)
- Alexandre de Bourbon, genannt Le Chevalier Vendôme (1610–1629)
- Nicolas de Neufville (1629)
- Pierre VI. de Bérulle (1629)
- Richelieu (1630–1642)
- Jules Mazarin (1642–1661)
- François-Marie Mancini (1661–1672)
- Jacques-Bénigne Bossuet (1672–1704)
- Jacques Bénigne Bossuet (1704–1743)
- François-Renaud de Villeneuve (1744–1766)
- Georges-Louis Phélypeaux d'Herbault (1766–1787)